# Klaus Heller (Germanist)
Klaus Josef Heller (* 7. Januar 1940 in Böhmisch Leipa; † 8. Dezember 2023) war ein deutscher Germanist.

## Werdegang
Klaus Heller studierte Germanistik, Musikerziehung und Psychologie und wurde an der Universität Leipzig promoviert. Von 1974 bis 1991 arbeitete er als wissenschaftlicher Mitarbeiter im Zentralinstitut für Sprachwissenschaft der Akademie der Wissenschaften der DDR. Von 1992 bis 2004 war er wissenschaftlicher Mitarbeiter am Institut für Deutsche Sprache in Mannheim.
Er war Mitglied der Zwischenstaatlichen Kommission für deutsche Rechtschreibung und von 1997 bis 2004 Geschäftsführer ihrer Geschäftsstelle am Institut für Deutsche Sprache in Mannheim.

## Veröffentlichungen
- Das Fremdwort in der deutschen Sprache der Gegenwart. Untersuchungen im Bereich der Gebrauchssprache. VEB Bibliographisches Institut, Leipzig 1966.
- Untersuchungen zur Begriffsbestimmung des Fremdwortes und zu seiner Schreibung in der deutschen Gegenwartssprache. Dissertation A, Universität Leipzig, 1981
- Theoretische und praktische Probleme der Neologismenlexikographie. Überlegungen und Materialien zu einem Wörterbuch der in der Allgemeinsprache der DDR gebräuchlichen Neologismen (= Linguistische Studien, Reihe A, Arbeitsberichte, Band 184). ZI für Sprachwissenschaft, Berlin 1988
- Rechtschreibung 2000. Die Reform auf einen Blick. Wörterliste der geänderten Schreibungen. Klett-Schulbuchverlag, Stuttgart [u. a.] 1995, ISBN 3-12-320660-2; 2. Auflage, 1996, ISBN 3-12-320668-8; 3. Auflage, 2000, ISBN 3-12-320666-1
- Reform der deutschen Rechtschreibung. Die Neuregelung auf einen Blick. Bertelsmann-Lexikon-Verlag, [Gütersloh] 1996, ISBN 3-577-10692-1
- Rechtschreibreform. Eine Zusammenfassung. Kultusministerium des Landes Sachsen-Anhalt, Referat Presse- und Öffentlichkeitsarbeit, Magdeburg 1996
- Rechtschreibreform. [Born-Verlag], [Hildesheim] 1998, ISBN 3-00-003533-8
- Die Regeln der deutschen Rechtschreibung. Olms-Weidmann, Hildesheim 2008, ISBN 978-3-615-00181-5